# Percus passerinii
Percus passerinii es una especie de escarabajo del género Percus, familia Carabidae. Fue descrita científicamente por Dejean en 1828.
Se distribuye por Italia. Se ha encontrado a elevaciones de hasta 700 metros. Mide 26-32 milímetros de longitud.